# Río Locumba
El río Locumba es un río de la vertiente del Pacífico, localizado en la costa sur del Perú, región Tacna. Nace en las cumbres andinas al sur de la cordillera occidental de los Andes peruanos, y recorre de este a oeste atravesando el Desierto costero del Perú hasta su desembocadura en el mar de Grau. En su desembocadura se forma un sistema de humedales conocidos localmente como "Pantanos de Ite".

## Cuenca
El río Locumba tiene una longitud de 170 kilómetros, Su cuenca se encuentra al norte de la región Tacna y abarca las provincias de Jorge Basadre y Candarave.
Cuenta con 5 subcuencas:
- Callazas-Candarave: Esta cuenca cuenta con 1022 km² de superficie[2] y tiene su naciente en la laguna de Suches a más de 4000 m s. n. m.
- Salado-Calientes: Esta cuenca tiene 369 km² de superficie.[2] Al unirse el río Callazas(cuenca Callazas-Candarave) con el río Salado, forman la laguna de Aricota.
- Ilabaya-Tacalaya: Esta cuenca tiene 921 km² de superficie[2] y comprende los ríos Tacalaya que en su parte baja pasa a llamarse Camilaca, y que luego de su confluencia con el río Huanuara forman el río Ilabaya.
- Curibaya-Aricota: Su cuenca tiene 293 km² de superficie.[2] En esta zona se encuentra la laguna de Aricota y la central hidroeléctrica de Aricota.
- Locumba: Esta cuenca tiene 3284 km² de superficie[2] y comprende la zona baja del río hasta su desembocadura en el mar.

En la cuenca alta del río Locumba, en la zona de quebrada Honda se encuentra la mina y el asentamiento minero de Toquepala, uno de los más grandes complejos mineros a tajo abierto del Perú. En este río se ha construido la central hidroeléctrica de Aricota.

## Actividades económicas
Las aguas del río Locumba riegan alrededor de 7162 has. de cultivo en 9 distritos de la región Tacna, abasteciendo aproximadamente a una población total de 35 652 hab.
En su curso superior destacan la producción de orégano del cual la región Tacna es el principal productor en el Perú, mientras que en su curso inferior forma un valle angosto con producción de ajíes y vides, destacando los derivados como el vino y el pisco.